# Vuelo 571 de la Fuerza Aérea Uruguaya
El accidente del vuelo 571 de la Fuerza Aérea Uruguaya ocurrió el viernes 13 de octubre de 1972, cuando el Fairchild FH-227D, un vuelo chárter que el día anterior había partido de Montevideo (Uruguay) con destino a Santiago (Chile), se estrelló en la cordillera de los Andes. El accidente aéreo y la supervivencia posterior se conocieron como tragedia de los Andes y milagro de los Andes, respectivamente.
Mientras el avión cruzaba las montañas, las nubes las cubrían. Los pilotos creyeron erróneamente que la aeronave había sobrevolado Curicó (Chile), donde viraría al norte para iniciar su descenso al Aeropuerto Los Cerrillos de la capital chilena. No se dieron cuenta de que las lecturas de los instrumentos indicaban que el avión todavía estaba a entre 60 y 70 km de Curicó.
La aeronave comenzó a descender antes de tiempo mientras aún sobrevolaba los Andes, impactando contra el filo de un monte. Ambas alas y la sección de cola se desprendieron del fuselaje. El resto de él se deslizó por la montaña a una velocidad aproximada de 350 km/h, descendió unos 725 metros y se estrelló contra el hielo y la nieve del glaciar Las Lágrimas a 3570 m s. n. m. en el Departamento Malargüe, Provincia de Mendoza (Argentina), a 1200 metros de la frontera con Chile. Las autoridades comenzaron inmediatamente la búsqueda del avión y sobrevolaron el lugar del accidente varias veces durante los días siguientes, pero no lograron divisar el fuselaje blanco contra la nieve. El sábado 21 de octubre los esfuerzos de búsqueda se cancelaron. 
La aeronave transportaba a 5 tripulantes y 40 pasajeros, incluidos 19 miembros del equipo de rugby Old Christians Club, junto con algunos familiares, simpatizantes y amigos. Murieron tres miembros de la tripulación y diez pasajeros por el impacto, y cuatro personas más durante la primera noche por sus graves heridas y las gélidas temperaturas. En las semanas posteriores fallecieron doce más, entre ellos ocho por un alud. Los 16 sobrevivientes sufrieron penurias extremas —como la congelación, la sed y el hambre— que los llevaron a recurrir a la necrofagia.
Cuando el clima mejoró con la proximidad del verano austral, el martes 12 de diciembre Nando Parrado y Roberto Canessa escalaron sin equipo un pico montañoso de 4650 m s. n. m. y descendieron hacia Chile, donde se encontraron con el arriero Sergio Catalán, que posibilitó su rescate el jueves 21, tras recorrer unos 60 km. Un equipo del Servicio de Búsqueda y Rescate Aéreo de la Fuerza Aérea de Chile se encargó del salvamento de los heridos el viernes 22, y de los últimos sobrevivientes que habían quedado en el fuselaje el sábado 23, 72 días después del accidente.

## Vuelo y accidente

### Origen del vuelo
Los miembros del equipo de rugby amateur Old Christians Club de Montevideo (Uruguay) se aprestaban a jugar un partido contra el equipo de rugby Old Boys Club en Santiago (Chile). El presidente del club, Daniel Juan, contrató un bimotor turbohélice Fairchild FH-227D de la Fuerza Aérea Uruguaya para trasladar al equipo hasta la capital chilena.
La aeronave transportaba a 40 pasajeros y 5 tripulantes. El coronel (P.A.M.) Julio César Ferradas era un experimentado piloto de la Fuerza Aérea, con un total de 5117 horas de vuelo, habiéndose desempeñado como piloto de aeronaves tales como entrenadores avanzados North American T-6 Texan o Beechcraft AT-11 Kansan, bombarderos North American B-25J Mitchell, o aviones de transporte Douglas C-47 Skytrain[cita requerida]. Lo acompañaba de copiloto el teniente coronel Dante Héctor Lagurara, con más de 1000 horas de vuelo, y quien anteriormente se había desempeñado como piloto de combate en el Grupo de Aviación N.° 2 (Caza), volando aeronaves Lockheed T-33A y Lockheed F-80C Shooting Star. En una ocasión, y tras sufrir una colisión en vuelo con otra aeronave, sobrevivió a una eyección desde un F-80C, en 1963[cita requerida]. Había diez pasajes adicionales disponibles y los miembros del equipo invitaron a algunos amigos y familiares a acompañarlos. El rugbista Gilberto Regules perdió el vuelo. Cuando alguien canceló en el último momento, Graciela Augusto de Mariani compró el pasaje para asistir a la boda de su hija mayor.
La aeronave partió del Aeropuerto de Carrasco el jueves 12 de octubre de 1972, pero un frente de tormenta sobre la cordillera de los Andes los obligó a trasnochar en Mendoza (Argentina). Aunque existe una ruta aérea directa de 200 km entre Mendoza y Santiago, la elevación de las montañas requiere efectuar vuelos por encima de 7600 a 7900 metros (m) (25 000 a 26 000 pies), muy cerca del techo de vuelo del FH-227D de 8500 m. Dado que el avión estaba completamente cargado, este vuelo era impracticable y para evitar los picos montañosos, era habitual para este tipo de aeronaves volar una ruta en forma de U hacia el sur, 600 kilómetros (km) más larga (90 minutos de vuelo)  desde Mendoza hasta Malargüe utilizando la vía aérea A7 (conocida hoy como UW44). Desde allí, las aeronaves volaban hacia el oeste por la vía aérea G-17 (conocida hoy como UB684), cruzando el Paso del Planchón hasta la radiobaliza de Curicó (Chile) para iniciar su descenso hacia el norte a Santiago.
El clima del viernes 13 de octubre también afectó el vuelo. Esa mañana, las condiciones sobre los Andes no habían mejorado, pero se esperaban cambios para las primeras horas de la tarde. El piloto demoró el despegue de Mendoza hasta las 14:18. Voló hacia el sur hacia la radiobaliza de Malargüe en el nivel de vuelo 180 (FL180, 18 000 pies (5500 m)). Lagurara le comunicó su posición por radio al aeropuerto de Malargüe y les dijo que a las 15:21 sobrevolaría los 2515 metros (8251 pies) de altura del Paso del Planchón, el punto de traspaso del control de tráfico aéreo de Argentina a Chile en el que los controladores de Mendoza transfieren el seguimiento del vuelo al control de tráfico aéreo de Pudahuel en la capital chilena. Una vez cruzadas las montañas en Chile, al sur de Curicó, la aeronave debería volar hacia el norte e iniciar su descenso hacia el Aeropuerto Los Cerrillos en Santiago.

### El accidente
El piloto Ferradas había sobrevolado los Andes 29 veces anteriormente. En este vuelo, Ferradas estaba entrenando al copiloto Lagurara, quien era el piloto al mando. Mientras volaban por los Andes, las nubes cubrían las montañas. La aeronave, de matrícula FAU 571, tenía cuatro años y 792 horas de vuelo. Como algunos pilotos consideraban que al avión le faltaba potencia, lo habían apodado el "trineo de plomo".
Dada la cobertura de nubes, los pilotos volaban en condiciones meteorológicas instrumentales a una altitud de 5500 metros (18 000 pies) (FL180) por lo que no les fue posible confirmar su ubicación visualmente. Si bien algunos informes indican que el piloto estimó incorrectamente su posición utilizando la navegación por estima, el piloto confiaba en la navegación por radio. El instrumento VOR/DME de la aeronave mostró al piloto una lectura digital de la distancia a la radiobaliza en Curicó. Luego de sobrevolar el paso del Planchón, la aeronave aún debía volar 60 a 70 km hasta sobrevolar Curicó. Inexplicablemente, a las 15:21, pocos minutos después de sobrevolar el paso del Planchón, Lagurara se comunicó con Santiago y notificó a los controladores aéreos que esperaba llegar a Curicó dentro de un minuto. El tiempo de vuelo desde el paso del Planchón a Curicó es normalmente de once minutos, pero sólo tres minutos después el piloto le dijo a Santiago que sobrevolaban Curicó y que viraban hacia el norte. El vuelo solicitó y obtuvo la autorización para iniciar su descenso. El controlador en Santiago, sin saber que el vuelo aún se encontraba sobrevolando los Andes por falta de cobertura de radar, lo autorizó a descender a 3500 metros (11 500 pies) (FL115). Un análisis posterior de su trayectoria de vuelo, encontró que el piloto no sólo había girado demasiado pronto, sino que además, había girado a un curso de 014 grados, cuando debería haberlo hecho a un curso de 030 grados.
Una turbulencia severa sacudía al avión a medida que descendía. Una fuerte corriente hizo descender al avión súbitamente varios cientos de metros para salir por debajo de las nubes. Al principio los jugadores de rugby bromeaban sobre la turbulencia, pero callaron cuando vieron que el avión volaba demasiado cerca de la montaña. Probablemente, en ese momento los pilotos vieron la cresta negra que se elevaba delante de ellos bloqueándoles el paso . Roberto Canessa dijo, más tarde, que pensaba que el piloto había girado hacia el norte demasiado pronto y comenzado el descenso a Santiago mientras la aeronave aún estaba en lo alto de los Andes. Para intentar superar la cresta, el avión «comenzó a trepar hasta que se puso casi vertical y comenzó a detenerse y temblar». La alarma de colisión en tierra de la aeronave sonó y asustó a los pasajeros.
Los relatos de testigos y las pruebas halladas en el lugar del accidente indicaron que el avión había impactado contra la montaña entre dos y tres veces. El piloto aplicó la máxima potencia en un intento de ganar altitud y logró que a las 15:34 la nariz del avión superara la cresta, pero el cono de cola del fuselaje golpeó la cresta de 4200 m (13 800 pies) de altura. La siguiente colisión separó el ala derecha del fuselaje que fue arrojada hacia atrás con tal fuerza que arrancó el estabilizador vertical. Cuando se separó el cono de cola, se llevó consigo la parte trasera del fuselaje, incluidas dos filas de asientos de pasajeros, la cocina, la bodega de equipaje, el estabilizador vertical y los estabilizadores horizontales, dejando un gran agujero en la parte trasera del fuselaje. Junto con la sección de cola, tres pasajeros, el navegante y el auxiliar de vuelo cayeron al vacío.
El avión continuó unos segundos más hacia adelante y 200 metros (660 pies) y hacia arriba cuando el ala izquierda impactó contra un afloramiento rocoso a 4400 m (14 400 pies), lo que provocó que se arrancara del avión. Una de las hélices perforó el fuselaje cuando se desprendió su ala. Dos pasajeros más cayeron al vacío por el agujero trasero del fuselaje. La parte delantera del fuselaje surcó el aire antes de deslizarse unos 725 m por la pendiente empinada a 350 km/h como por un tobogán, para detenerse al impactar contra un banco de nieve y hielo. El impacto aplastó la cabina y a los dos pilotos contra sus asientos, matando instantáneamente a Ferradas.
El fuselaje del avión se había detenido sobre un glaciar a una altitud de 3570 metros (11 710 pies) en el Departamento de San Rafael, Provincia de Mendoza. El glaciar, llamado Valle de las Lágrimas desde antes del accidente, se encuentra a 4280 metros (14 040 pies) de altura entre el cerro El Sosneado y el volcán Tinguiririca, en la frontera montañosa divisoria de aguas entre Chile y Argentina. Está al sur del cerro Seler de 4650 m (15 260 pies) de altura, la montaña que luego escalaron y que Nando Parrado nombró en honor a su padre. La aeronave se había accidentado a 80 km al este de su ruta programada.
La investigación oficial concluyó que el accidente había sido causado por un vuelo controlado contra el terreno debido a un error de navegación de los pilotos.

## Supervivencia de los pasajeros

### Después del accidente
De los 45 que viajaban en la aeronave, dos tripulantes y tres pasajeros en la sección de cola cayeron al vacío luego del primer impacto: el Teniente Primero (N.D.R.) Ramón Martínez (navegante), el Soldado de Primera (T.E.) Ovidio Ramírez (auxiliar de vuelo), Gastón Costemalle (estudiante de derecho), Jorge "Alejo" Hounié (estudiante de veterinaria) y Guido Magri (estudiante de agronomía). Segundos después, Daniel Shaw (ganadero) y Carlos Valeta (estudiante) cayeron del fuselaje trasero. Valeta inicialmente sobrevivió la caída, pero cayó en nieve profunda y se asfixió al descender por el glaciar cubierto de nieve. Su cuerpo fue encontrado por otros pasajeros, el 14 de diciembre.
Al menos cuatro pasajeros murieron cuando el fuselaje se detuvo. El impacto contra el banco de nieve y hielo arrancó los asientos de sus anclajes y los arrojó contra la parte delantera del avión: El Dr. Francisco Nicola (médico del equipo de rugby) y su esposa Esther Horta de Nicola; Eugenia Dolgay de Parrado (madre de Fernando Parrado) y Fernando Vázquez (estudiante de medicina). El piloto Ferradas murió instantáneamente cuando la nariz del avión se desplazó hacia atrás con la fuerza del golpe y comprimió el panel de instrumentos contra su pecho, forzando su cabeza a salir por la ventana. El copiloto Lagurara resultó gravemente herido cuando también quedó atrapado en la cabina aplastada, por lo que le pidió a uno de los pasajeros que buscara su pistola y le disparara, pero el pasajero se negó.
Treinta y tres pasajeros permanecieron con vida luego del accidente, aunque varios con heridas graves, heridas que incluían fracturas expuestas en las piernas cuando los asientos de la aeronave se soltaron y se apilaron contra la cabina del piloto en la sección delantera del fuselaje.
Roberto Canessa y Gustavo Zerbino, ambos estudiantes de segundo año de Medicina, realizaron un triaje de los heridos para priorizar a los más necesitados. Nando Parrado se había fracturado el cráneo y permaneció en coma durante tres días. Enrique Platero (estudiante de agricultura) tenía un trozo de metal clavado en su abdomen que al ser retirado trajo consigo unos centímetros de intestino, pero de todos modos inmediatamente comenzó a ayudar a los demás. Arturo Nogueira (estudiante de economía) tenía fracturas múltiples en sus piernas.

### Búsqueda infructuosa

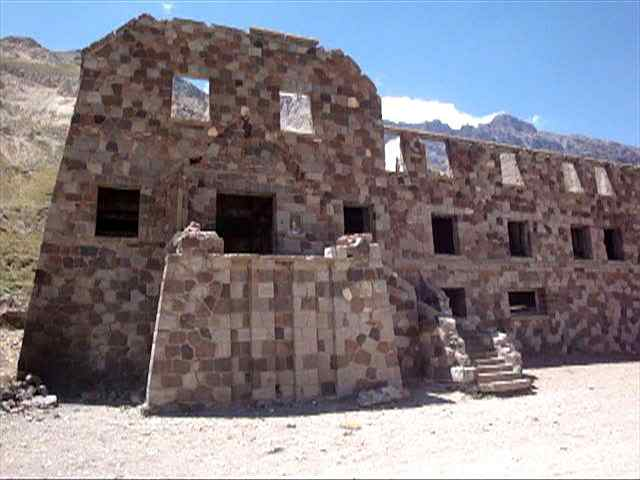
Los sobrevivientes desconocian que el complejo de veraneo abandonado Hotel Termas se encontraba a 21 km al este del lugar del accidente

A la hora vencida del arribo programado del Vuelo 571 en Santiago, el Servicio de Búsqueda y Salvamento Aéreo de Chile (SARS) fue notificado que el vuelo estaba extraviado. Esa misma tarde cuatro aviones sobrevolaron la zona estimada del accidente hasta que oscureció. La noticia del vuelo extraviado llegó a los medios uruguayos alrededor de las 18:00. Los oficiales del SARS chileno escucharon las transmisiones de radio y concluyeron que la aeronave había aterrizado en una de las zonas más remotas e inaccesibles de los Andes. Llamaron al Cuerpo de Socorro Andino de Chile (CSA). Sin que los pasajeros del vuelo accidentado o los rescatistas lo supieran, el avión se había estrellado 1 km al este de la frontera Argentina con Chile y a 21 km al oeste del Hotel Termas, un balneario y complejo de aguas termales abandonado que podría haberles servido de refugio.
El segundo día, once aviones de Argentina, Chile y Uruguay salieron en busca del avión accidentado. El área de búsqueda incluyó el lugar del accidente y tres aviones hasta sobrevolaron a los accidentados pero no lograron divisar el fuselaje blanco contra la nieve. Los sobrevivientes intentaron usar lápiz labial que encontraron en una valija para dibujar SOS en el techo de la aeronave, pero desistieron cuando vieron que no tenían suficiente lápiz labial para dibujar letras que fueran suficientemente grandes como para ser visibles desde el aire.
Las duras condiciones dieron a los buscadores pocas esperanzas de encontrar a alguien con vida por lo que la búsqueda se canceló a los ocho días del accidente. El 21 de octubre, después de buscar un total de 142 horas y 30 minutos, los buscadores concluyeron que no había esperanzas de supervivencia y dieron por finalizada su búsqueda. Decidieron esperar el verano para recuperar los cuerpos de los fallecidos cuando la nieve se derritiera. Los sobrevivientes encontraron una pequeña radio a transistores entre los asientos del avión. Roy Harley usó sus conocimientos de electrónica para improvisar una antena con un cable del avión. El undécimo día en la montaña los sobrevivientes escucharon la noticia de la cancelación de su búsqueda. El libro de Piers Paul Read ¡Viven! describió los momentos posteriores a este descubrimiento:

Los otros que se habían agrupado alrededor de Roy, al enterarse de la noticia, empezaron a sollozar y rezar, todos menos [Nando] Parrado, quien miró con calma hacia las montañas que se elevaban hacia el oeste. Gustavo [Coco] Nicolich salió de la aeronave y, al ver sus caras, supo lo que habían escuchado... [Nicolich] trepó por el agujero en la pared de maletas y camisetas de rugby, se agachó en la boca del túnel oscuro y miró los rostros tristes que se volvieron hacia él. 'Hola chicos', gritó, '¡hay buenas noticias! Lo acabamos de escuchar en la radio. Han cancelado la búsqueda'. Dentro del avión abarrotado hubo silencio. Mientras la desesperanza de su situación los envolvía, lloraron. '¿Por qué diablos son esas buenas noticias?' Páez le gritó enojado a Nicolich. 'Porque significa', dijo [Nicolich], 'que vamos a salir de aquí por nuestra cuenta'. El coraje de este hombre evitó una avalancha de desesperación total.

### Primera semana
Durante la primera noche murieron cinco víctimas más: el copiloto Lagurara, Francisco «Panchito» Abal, Graciela Augusto de Mariani, Felipe Maquirriain y Julio Martínez-Lamas.
Los pasajeros quitaron los asientos rotos y demás escombros del fuselaje para crear un refugio tosco. Los 27 sobrevivientes se amontonaron en el fuselaje de 2,5m x 3 m. Usaron equipaje, asientos y nieve para cerrar el extremo posterior del fuselaje y protegerse del frío. Usaron su ingenio para improvisar según sus necesidades.  Fito Strauch derritió nieve sobre las planchas de metal que obtuvo de debajo de los asientos para obtener agua que se acumulaba en botellas de vino. Para evitar la ceguera de la nieve, improvisó anteojos de sol con los parasoles de la cabina del piloto, alambre y una correa de sostén. Quitaron las fundas de los asientos, parcialmente hechas de lana, y las usaron para abrigarse. Usaron los cojines de los asientos como raquetas para caminar sobre la nieve. Marcelo Pérez del Castillo, el capitán del equipo de rugby, asumió el liderazgo de la tropa de sobrevivientes.
A los tres días del accidente, Nando Parrado despertó del coma y se enteró de la muerte de su madre y que su hermana Susana estaba gravemente herida. Intentó mantenerla con vida, pero al noveno día ella también falleció por sus heridas. Los sobrevivientes tuvieron serias dificultades para sobrevivir el frío nocturno cuando las temperaturas bajaban hasta -30 °C.
Todos los sobrevivientes habían vivido cerca del mar y la mayoría nunca había visto nieve antes del accidente y ninguno tenía experiencia de altura. Los sobrevivientes carecían de suministros médicos, de ropa, de equipo para clima frío y alimentos y solo tenían tres pares de gafas de sol entre sí como para  prevenir la ceguera de la nieve.

### Decisión de recurrir a la antropofagia
Los sobrevivientes tenían muy poca comida: ocho barras de chocolate, una lata de mejillones, tres frascos de mermelada, una lata de almendras, una lata de dátiles, caramelos, ciruelas secas y algunas botellas de ron. Durante los días posteriores al accidente, racionaron la comida en cantidades muy pequeñas para estirar sus existencias al máximo. En tres días Parrado comió un solo maní cubierto de chocolate.
Incluso con este racionamiento estricto, su inventario de alimentos se redujo rápidamente. No había vegetación de ningún tipo y menos animales. Cuando los alimentos se terminaron a la semana, los sobrevivientes intentaron alimentarse a base del algodón y del cuero de los asientos, pero enfermaron al comerlos.
Cuando se enteraron de que su búsqueda había sido cancelada al décimo día después del accidente y ante la posibilidad de morir de hambre, los sobrevivientes  acordaron que en caso de morir, los demás podrían consumir sus propios cuerpos para sobrevivir. Sin otra alternativa los sobrevivientes comieron la carne de los cuerpos de sus amigos muertos.
El sobreviviente Roberto Canessa describió la decisión de comerse a los pilotos y a sus amigos y familiares muertos:

Nuestro objetivo común era sobrevivir, pero lo que nos faltaba era comida. Hacía tiempo que nos habíamos quedado sin las exiguas cosechas que habíamos encontrado en el avión y no había vegetación ni vida animal. Después de solo unos días, sentimos la sensación de que nuestros propios cuerpos se consumían solo para seguir vivos. En poco tiempo, nos volveríamos demasiado débiles para recuperarnos del hambre.

Sabíamos la respuesta, pero era demasiado terrible contemplarla.
Los cuerpos de nuestros amigos y compañeros de equipo, conservados en el exterior en la nieve y el hielo, contenían proteínas vitales y vivificantes que podrían ayudarnos a sobrevivir. ¿Pero podríamos hacerlo?
Durante mucho tiempo, agonizamos. Salí a la nieve y oré a Dios para que me guiara. Sin su consentimiento, sentí que estaría violando la memoria de mis amigos; que estaría robando sus almas.

Nos preguntábamos si nos volveríamos locos incluso por contemplar tal cosa. ¿Nos habíamos convertido en unos brutos salvajes? ¿O era esto lo único sensato que podía hacer? En verdad, estábamos superando los límites de nuestro miedo.

El grupo sobrevivió al decidir comer la carne de los cuerpos de sus compañeros muertos. Esta decisión no se tomó a la ligera, ya que la mayoría de los muertos eran compañeros de clase, amigos cercanos o familiares. Canessa utilizó pedazos de vidrio del parabrisas roto del avión para cortar la carne. Dio el ejemplo al tragar la primera tira de carne congelada del tamaño de un fósforo. Otros siguieron su ejemplo más tarde. Al día siguiente, más sobrevivientes comieron la carne ofrecida, pero algunos se negaron o no pudieron retenerla.
En sus memorias, Milagro en los Andes (2006), Nando Parrado escribió sobre esta decisión:

A gran altura, las necesidades calóricas del cuerpo son astronómicas. Nos moríamos de hambre en serio, sin esperanza de encontrar comida, pero nuestra hambre pronto se volvió tan voraz que buscamos de todos modos. Una y otra vez recorrimos el fuselaje en busca de migas y de bocados. Intentamos comer tiras de cuero arrancadas de piezas de equipaje, aunque sabíamos que los productos químicos con los que habían sido tratados nos harían más daño que bien. Abrimos los cojines de los asientos con la esperanza de encontrar paja, pero solo encontramos espuma de tapicería no comestible. Una y otra vez llegué a la misma conclusión: A menos que quisiéramos comernos la ropa que llevábamos puesta, aquí no había nada más que aluminio, plástico, hielo y roca.: 94–95 

Parrado protegió los cadáveres de su hermana y de su madre para que no fuesen comidos. Secaron la carne al sol para hacerla más comestible.
Al principio la experiencia de comer carne humana los asustó tanto que solo podían comer piel, músculo y grasa pero cuando empezó a faltar la carne también comieron corazones, pulmones e incluso cerebros.
Todos los pasajeros eran católicos. Algunos temían una condena eterna. Según Read, algunos racionalizaron el acto de canibalismo necrótico como equivalente a la eucaristía. Otros lo justificaron según el versículo bíblico de Juan 15:13: «Nadie tiene mayor amor que este: Que ponga su vida por sus amigos». Otros inicialmente se oponían a la ingesta de carne humana hasta que entendieron que comerla era la única opción para sobrevivir. Javier Methol y su esposa Liliana fueron los últimos en comer carne humana. Ella tenía fuertes convicciones religiosas y solo aceptó a participar a regañadientes de la carne después de que le dijeron que lo viera como «una especie de Sagrada Comunión».

### El alud
Diecisiete días después del accidente, alrededor de las seis de la mañana del 29 de octubre, un alud enterró el fuselaje y llenó su interior de nieve, dejando únicamente un metro de espacio libre entre la nieve y el techo. Ocho personas fallecieron por asfixia: Daniel Maspons, Juan Menéndez, Liliana Methol, Gustavo Nicolich, Marcelo Pérez del Castillo, Enrique Platero, Carlos Roque y Diego Storm. Las muertes de Marcelo Pérez, el capitán del equipo y líder de los sobrevivientes, y de Liliana Methol, que había cuidado de los sobrevivientes «como una madre y una santa», fueron un duro golpe.
Los sobrevivientes quedaron atrapados en el espacio entre la nieve y el techo del fuselaje; se estaban quedando sin aire cuando Nando Parrado encontró un perfil de metal del portaequipaje y con él agujereó el techo del avión para que entrara aire. En la mañana del 31 de octubre cavaron un túnel con considerable dificultad desde la cabina de mando hasta la superficie, solo para toparse con una furiosa tormenta de nieve que los obligó a permanecer dentro del fuselaje. Al tercer día comenzaron a comer la carne de los que habían fallecido recientemente. Con la muerte de Pérez del Castillo, los primos Eduardo y Fito Strauch y Daniel Fernández asumieron el liderazgo del grupo y se hicieron cargo de cortar y distribuir la carne de los fallecidos a los demás.
Ya antes del alud, algunos sobrevivientes insistían con que su única opción era escalar las montañas y buscar ayuda. Debido a las últimas palabras del copiloto, que repetía que ya habían sobrevolado Curicó, el grupo creía que el campo chileno se encontraba a unos pocos kilómetros hacia el oeste —en realidad, se encontraba a más de 89 km pues el avión se había estrellado en lo profundo de los Andes—. La nieve que había enterrado el fuselaje comenzó a derretirse gradualmente con la llegada del verano. Los sobrevivientes realizaron varias expediciones en las inmediaciones de la aeronave en las primeras semanas después del accidente, pero se dieron cuenta de que el mal de altura, la deshidratación, la ceguera por la nieve, la desnutrición y el frío extremo durante la noche hacían que viajar cualquier distancia significativa fuera una tarea prácticamente imposible.

### Expedición para explorar el área
Los sobrevivientes decidieron que algunos de ellos saldrían a buscar ayuda. Varios estaban decididos a salir con la expedición, pero otros estaban menos dispuestos o inseguros de su capacidad para soportar una prueba tan agotadora físicamente. Roberto Canessa, Fernando Parrado, Numa Turcatti y Antonio Vizintín asumieron en un principio la responsabilidad de salir a buscar ayuda. Se les asignaron mayores raciones de comida y la ropa más abrigada. Para conservar sus fuerzas, se les permitió no participar de las tareas diarias esenciales a la supervivencia del grupo. A instancias de Canessa, esperaron casi siete días para permitir temperaturas más altas.
Querían caminar hacia el oeste, pero una gran montaña les cortaba el paso; decidieron dirigirse primero hacia el este. Esperaban que, a medida que avanzaban, el valle en el que se encontraban cambiara de dirección hacia el oeste. El 15 de noviembre, después de varias horas caminando 1,6 km hacia el este y cuesta abajo, el trío encontró la sección de cola de la aeronave casi intacta que contenía la cocina y equipaje con una caja de chocolates, tres empanadas de carne, una botella de ron, cigarrillos, ropa, cómics y algunos medicamentos. También encontraron la radio de comunicaciones del avión. El grupo decidió acampar esa noche dentro de la sección de cola. Encendieron un fuego y se quedaron despiertos hasta tarde leyendo los cómics. A la mañana siguiente, continuaron descendiendo hacia el este. En la segunda noche de la expedición, su primera noche al aire libre, casi murieron congelados; decidieron que sería prudente volver a la cola, quitar las baterías de la aeronave y llevarlas de regreso al fuselaje para usar la radio para llamar a Santiago y pedir ayuda.

### Radio inoperante
Al regresar a la cola, descubrieron que las baterías pesaban 24 kg cada una, demasiado pesadas para llevarlas de regreso cuesta arriba al fuselaje. Decidieron regresar al fuselaje, desconectar la radio, llevarla de vuelta a la cola y conectarla a las baterías. Uno de los miembros del equipo, Roy Harley, era aficionado a la electrónica y lo reclutaron para ayudar. Sin embargo, los miembros del equipo ignoraban que la radio era de 115 voltios de corriente alterna mientras que la batería que habían encontrado era de 24 voltios de corriente continua, condenando el plan de usar la radio ya antes de su implementación.
Después de varios días de no lograr hacer andar la radio, desistieron y regresaron al fuselaje, a sabiendas de que tendrían que escalar la montaña al oeste si querían tener alguna esperanza de rescate. En el viaje de regreso fueron golpeados por una tormenta de nieve y Harley, agotado físicamente, se recostó deseando morir, pero Parrado no se lo permitió y lo ayudó a regresar al fuselaje.

### Tres muertes más
El 15 de noviembre (día 34) murió Arturo Nogueira y tres días más tarde, Rafael Echavarren, ambos de sepsis por la gangrena de sus heridas infectadas. El 11 de diciembre (día 60) falleció Numa Turcatti pesando 25 kg. Los que permanecían aún con vida sabían que morirían inevitablemente si no salían a encontrar ayuda pronto. Los sobrevivientes escucharon por la radio de transistores que la Fuerza Aérea Uruguaya había reanudado su búsqueda.

## La excursión para pedir ayuda

### Fabricar una bolsa de dormir
Los sobrevivientes finalmente se percataron de que la única salida era una excursión para escalar las montañas hacia el oeste pero que, a menos que encontraran una manera de sobrevivir a la temperatura helada de las noches, esa excursión era inviable. A los sobrevivientes que habían encontrado la parte trasera del fuselaje se les ocurrió la idea de usar el aislante térmico de ese fuselaje y alambre de cobre y la tela impermeable que cubría el aire acondicionado del avión para fabricar una bolsa de dormir.
Nando Parrado describió en su libro, Milagro en los Andes, cómo se les ocurrió la idea de hacer la bolsa de dormir.

El segundo desafío sería protegernos de la exposición, especialmente después de la puesta del sol. En esta época del año, podríamos esperar temperaturas diurnas muy por encima del punto de congelación, pero las noches todavía eran lo suficientemente frías como para matarnos, y ahora sabíamos que no podíamos esperar encontrar refugio en las laderas abiertas.

Necesitábamos una forma de sobrevivir a las largas noches sin congelarnos, y los bloques acolchados de aislamiento que habíamos tomado de la sección de la cola nos dieron nuestra solución ... mientras pensábamos en el viaje, nos dimos cuenta de que podíamos coser los parches para crear una gran colcha cálida. Luego nos dimos cuenta de que doblando la colcha por la mitad y cosiendo las costuras, podríamos crear un saco de dormir aislado lo suficientemente grande para que los tres expedicionarios durmieran en él. Con el calor de tres cuerpos atrapados por la tela aislante, podríamos ser capaces de resistir las noches más frías.

Carlitos [Páez] asumió el desafío. Su madre le había enseñado a coser cuando era un niño, y con las agujas y el hilo del kit de costura que encontró en el estuche de cosméticos de su madre, comenzó a trabajar ... para acelerar el progreso, Carlitos enseñó a coser a otros, y nosotros todos tomaron nuestro turno ... Coche [Inciarte], Gustavo [Zerbino] y Fito [Strauch] resultaron ser nuestros mejores y más rápidos sastres.

Después de que se completó la bolsa de dormir y que murió Numa Turcatti, Canessa todavía dudaba. Los demás animaban a Parrado pero ninguno se ofrecía para acompañarlo. Parrado finalmente persuadió a Canessa para que partiera y, junto con Vizintín, los tres hombres se dirigieron a escalar la montaña el 12 de diciembre.

### Escalar la montaña

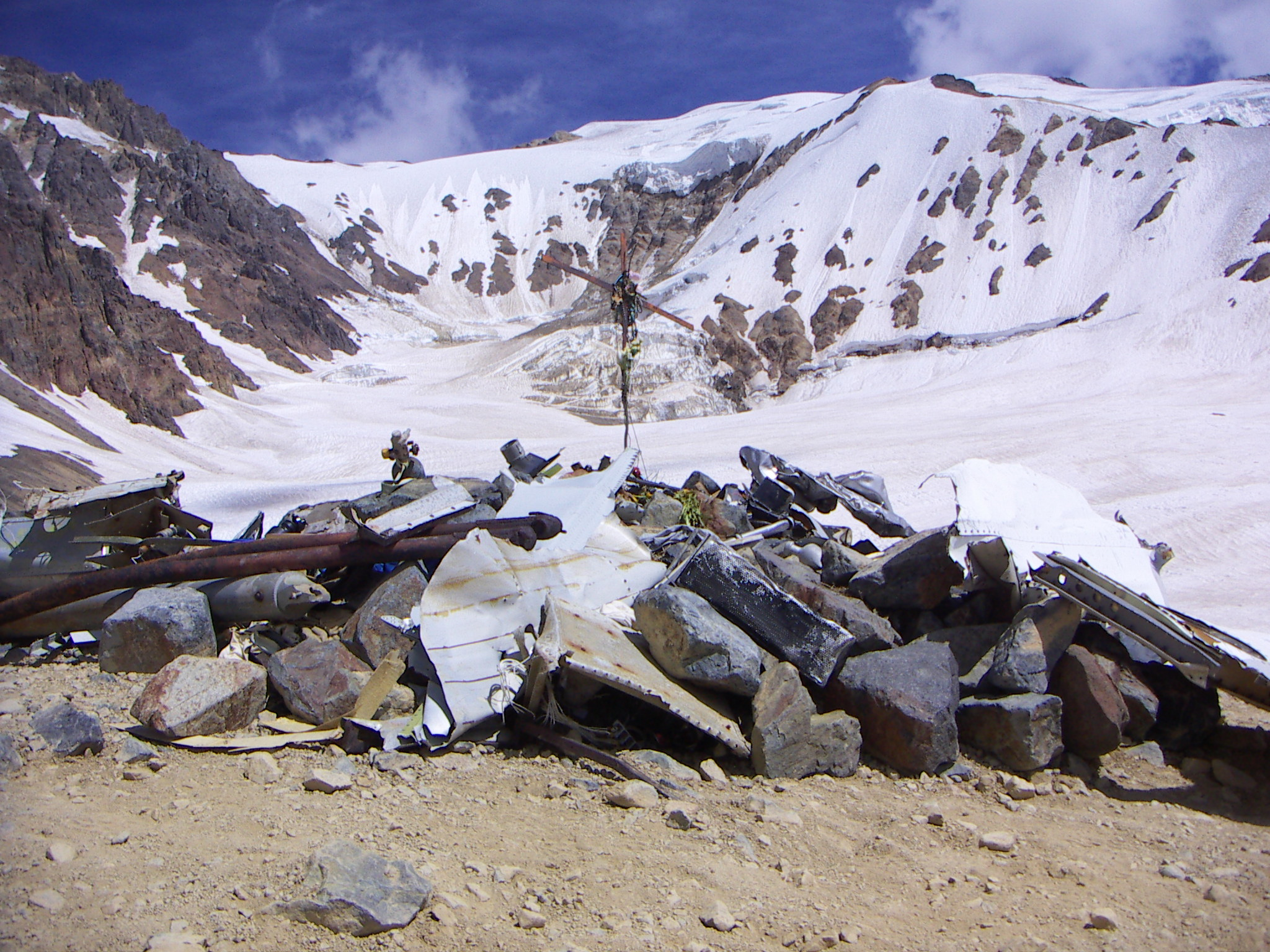
Vista del pico al oeste que treparon Parrado, Canessa y Vizintín. El monumento en el lugar del accidente en primer plano fue creado después del rescate de los sobrevivientes

El 12 de diciembre de 1972, dos meses después del accidente, Parrado, Canessa y Vizintín comenzaron a escalar la montaña hacia el oeste. Según el altímetro de la aeronave, pensaron que estaban a 2100 metros, cuando en realidad estaban a unos 3600 metros. Ante la última declaración del piloto de que se encontraban cerca de Curicó, creían que estaban cerca del borde occidental de los Andes. Como resultado, solo trajeron un suministro de carne para tres días.
Parrado vestía tres pares de jeans y tres suéteres sobre un polo. Llevaba cuatro pares de calcetines envueltos en una bolsa de plástico. No tenían equipo técnico, ni mapa ni brújula, ni experiencia en escalada. En lugar de subir hacia el oeste, que es 1670 metros (5480 pies) más bajo que el pico, subieron directamente por la empinada montaña. Pensaron que llegarían a la cima en un día. Parrado tomó la delantera y los otros dos a menudo tenían que recordarle que redujera la velocidad, aunque la escasa cantidad de oxígeno se lo dificultaba a todos. Durante parte del ascenso, se hundieron hasta las caderas en la nieve, que había sido suavizada por el sol de verano.
Todavía hacía mucho frío, pero la bolsa de dormir les permitió sobrevivir durante las gélidas noches. En el documental La sociedad de la nieve, Canessa describió cómo en la primera noche durante el ascenso, tuvieron dificultades para encontrar un lugar suficientemente horizontal como para colocar la bolsa de dormir. Una tormenta sopló con fuerza y finalmente encontraron un lugar en una saliente de roca al borde de un precipicio. Canessa dijo que fue la peor noche de su vida. La subida fue muy lenta. Los sobrevivientes en el fuselaje los vieron subir durante tres días. El segundo día, Canessa creyó ver un camino hacia el este y trató de persuadir a Parrado para que se dirigieran en esa dirección. Parrado no estuvo de acuerdo y discutieron sin llegar a una decisión.
En la tercera mañana de la caminata, Canessa se quedó en su campamento. Vizintín y Parrado llegaron a la base de una pared de hielo casi vertical de más de cien metros de altura. Parrado estaba decidido a trepar la montaña o a morir en el intento. Usó un palo de su mochila para tallar escalones en la pared. Llegó a la cima del pico de 4650 metros (15 260 pies) de altura antes que Vizintín. Pensaba que a sus pies vería los valles verdes de Chile hacia el oeste y se sorprendió al ver en vez una gran cantidad de picos montañosos extendiéndose hasta el horizonte en todas las direcciones. Sin darse cuenta habían escalado una montaña en la frontera entre Argentina y Chile por lo que aún estaban a decenas de kilómetros de los verdes valles de Chile. Vizintín y Parrado se reunieron con Canessa en el lugar en el que habían pernoctado la noche anterior. Al atardecer, bebiendo coñac que habían encontrado en la sección de la cola, Parrado dijo: «Roberto, ¿te imaginas lo hermoso que sería esto si no fuéramos hombres muertos?». A la mañana siguiente, los tres se dieron cuenta de que la excursión iba a demorar mucho más de lo que habían planeado originalmente, así que para que Canessa y Parrado pudiesen disponer de mayor cantidad de comida para el viaje, Vizintín acordó descender y volvió junto a los demás sobrevivientes. Improvisó un asiento de avión de trineo y regresó al lugar del accidente en solamente una hora.
Parrado y Canessa tardaron tres horas en hacer cumbre. Cuando Canessa llegó a la cima y no vio nada más que montañas cubiertas de nieve en kilómetros a su alrededor, su primer pensamiento fue: «Estamos muertos». Parrado vio dos picos más pequeños en el horizonte occidental que se encontraban libres de nieve. Un valle al pie de la montaña que habían escalado serpenteaba hacia esos dos picos. Parrado estaba seguro de que esa era la salida de las montañas. Canessa accedió a descender hacia al oeste. Mucho después Canessa supo que el camino que había visto hacia el este los habría llevado a su rescate con mucho menos esfuerzo de su parte.
En la cumbre, Parrado le dijo a Canessa: «Puede que estemos caminando hacia la muerte, pero preferiría caminar para encontrarme con mi muerte que esperar a que llegue a mí». Canessa estuvo de acuerdo. «Tú y yo somos amigos, Nando. Hemos pasado por mucho. Ahora vamos a morir juntos». Descendieron desde la cresta hacia el valle y avanzaron una distancia considerable.

### Buscando ayuda

Zona del accidente. La línea verde punteada es la ruta de descenso de los supervivientes. Ambos caminaron unos 60 km durante 10 días.

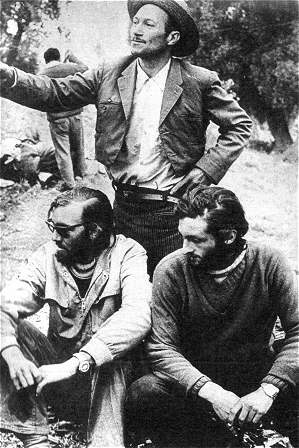
Nando Parrado y Roberto Canessa (sentados) con el arriero chileno Sergio Catalán

Parrado y Canessa caminaron durante varios días hasta llegar al estrecho valle que Parrado había visto desde la cima de la montaña para hallar el nacimiento del río San José, que conduce al río Portillo, un afluente del río Azufre en Los Maitenes. Siguieron el río hasta llegar a la línea de nieve.
Poco a poco, aparecieron cada vez más signos de presencia humana. Primero algún rastro de un campamento y finalmente en el noveno día, unas vacas. Cuando descansaron esa noche, estaban muy cansados y Canessa parecía incapaz de continuar.
Mientras los expedicionarios recogían leña para encender un fuego, uno de ellos vio a tres hombres cabalgando al otro lado del río. Parrado los llamó pero el bramido del río imposibilitó la comunicación. Uno de los hombres del otro lado del río vio a Parrado y Canessa y les gritó: «¡Mañana!» Al día siguiente, el 21 de diciembre de 1972, el hombre regresó. Escribió una nota con un lápiz, la ató a una piedra con una cuerda y la lanzó al otro lado del río. Parrado respondió:

Vengo de un avión que cayó en las montañas. Soy uruguayo. Hace 10 días que estamos caminando. Tengo un amigo herido más arriba. En el avión quedaron 14 personas heridas. Tenemos que salir rápido de aquí y no sabemos cómo. No tenemos comida. Estamos débiles. ¿Cuándo nos van a buscar arriba? Por favor, no podemos ni caminar. ¿Dónde estamos?

Sergio Catalán, un arriero chileno, leyó la nota y les señaló que había entendido. Catalán conversó brevemente con las otras dos personas que eran sus hijos y uno de ellos recordó que hace varias semanas el padre de Carlos Páez había pasado a preguntar por su casa si habían oído del accidente aéreo en los Andes. Los arrieros no podían imaginar que alguien de ese accidente siguiera aún con vida. Catalán le arrojó el pan que tenía a los expedicionarios del otro lado del río y cabalgó diez horas hacia el oeste para traer ayuda.
Durante el viaje vio a otro arriero en el lado sur de río Azufre y le pidió que cabalgara hacia los expedicionarios y los trajera a Los Maitenes. Luego, siguió el río hasta su confluencia con el río Tinguiririca, cruzó un puente y llegó a la estrecha ruta que unía Puente Negro con el balneario de Termas del Flaco. Allí consiguió que un camión lo llevara hasta la comisaría de Puente Negro.
Carabineros de Puente Negro le transmitió la noticia de los sobrevivientes al Regimiento "Colchagua" del Ejército de Chile en San Fernando, que se comunicó con el Ejército en Santiago. Mientras tanto, Parrado y Canessa fueron llevados a caballo hasta Los Maitenes, donde les dieron de comer y pudieron descansar. Habían caminado unos 60 km en 10 días. Desde el accidente aéreo Canessa había perdido casi la mitad de su peso y ahora pesaba solamente 44 kilogramos.

### Rescate en helicóptero
Una avalancha de reporteros internacionales comenzó a caminar varios kilómetros por la ruta de Puente Negro a Termas del Flaco cuando se supo que había sobrevivientes del vuelo 571 de la Fuerza Aérea Uruguaya. Los reporteros clamaron por entrevistar a Parrado y Canessa sobre el accidente y el suplicio de su supervivencia.
La Fuerza Aérea de Chile puso a disposición dos helicópteros Bell UH-1H para rescatar a los accidentados: el N.º 89, con el comandante de escuadrilla Carlos García y los cabos segundos Ramón Canales y Juan Polverelli; y el N.º 91, con el comandante de escuadrilla Jorge Massa y los cabos segundos Abel Gálvez y Juan Ruz. Volaron bajo en nube bajo condiciones de vuelo por instrumentos hasta Los Maitenes. El ejército entrevistó a Parrado y Canessa. Cuando la niebla se disipó alrededor del mediodía, Parrado ofreció guiar a los helicópteros al lugar donde se había estrellado el avión. Había traído el mapa de vuelo del piloto y llevó a los helicópteros montaña arriba hasta donde estaban los demás sobrevivientes. Un tercer helicóptero permaneció en Los Maitenes en reserva. Los pilotos estaban asombrados por el difícil terreno que los dos expedicionarios habían atravesado para buscar ayuda.
En la tarde del viernes 22 de diciembre, los dos helicópteros llegaron a los sobrevivientes. El terreno empinado solo le permitió a los pilotos posar un solo patín sobre la nieve. Debido a la altura, los helicópteros pudieron rescatar solamente a la mitad de los sobrevivientes. Cuatro rescatistas ofrecieron pernoctar junto con los sobrevivientes que aún quedaban en la montaña hasta su rescate el día siguiente. Los helicópteros volvieron al amanecer del sábado 23 y llevaron a los últimos sobrevivientes a hospitales de Santiago para ser evaluados. Fueron tratados por una variedad de condiciones, como el mal de montaña, deshidratación, congelamiento, huesos rotos, escorbuto y malnutrición.
En circunstancias normales los rescatistas también habrían recuperado los cuerpos de los fallecidos para ser inhumados. Sin embargo, dado que el avión se había estrellado en territorio argentino, los rescatistas chilenos dejaron los cuerpos en su lugar para que las autoridades argentinas pudieran hacerse cargo. El ejército chileno fotografió los cuerpos y cartografió el área. Un sacerdote católico escuchó las confesiones de los sobrevivientes y les confirmó la licitud de recurrir a la necrofagia dada la necesidad in extremis de su situación de supervivencia.

## Secuelas

### Necrofagia revelada

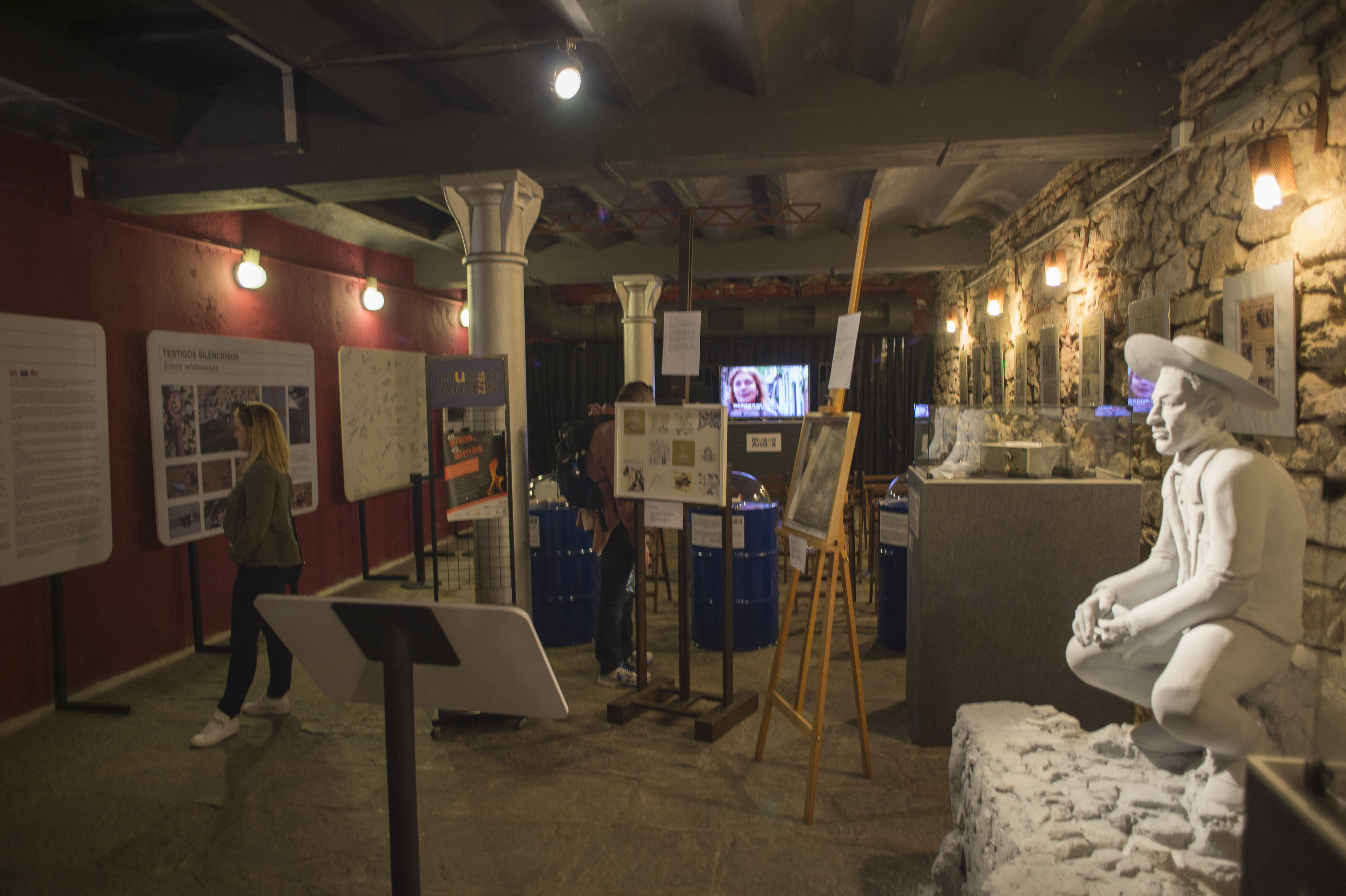
El Museo dedicado al accidente y a los sobrevivientes en Ciudad Vieja, Montevideo, Uruguay

Luego de su rescate, los sobrevivientes explicaron que habían comido algo de queso y otros alimentos que habían llevado consigo, y después plantas y hierbas locales. Planeaban contar los detalles de su supervivencia después, incluida la necrofagia, en privado con sus familias. Inmediatamente después del rescate, circularon rumores en Montevideo de que los sobrevivientes habían matado a algunos de los demás por comida. El 23 de diciembre se publicaron noticias sobre la necrofagia (reportada como "canibalismo") en todo el mundo, excepto en Uruguay. El 26 de diciembre, dos fotografías tomadas por miembros del Cuerpo de Socorro Andino de una pierna humana a medio comer fueron retratadas en las portadas de los periódicos chilenos El Mercurio y La Tercera. Ambos periódicos informaron que todos los sobrevivientes recurrieron a la necrofagia para sobrevivir.
El 28 de diciembre, en el Colegio Stella Maris de Montevideo, los sobrevivientes llevaron a cabo una conferencia de prensa en la que relataron los 72 días de su suplicio. Alfredo Delgado habló por los demás sobrevivientes y comparó su accionar con el de Jesucristo en La Última Cena, cuando dio a sus discípulos la Eucaristía. Inicialmente la opinión pública fue en contra de los sobrevivientes pero con el pasar de los días el clamor disminuyó y las familias fueron más comprensivas luego de que explicaran el pacto que habían hecho los sobrevivientes entre ellos de sacrificar su carne si morían para que los demás pudieran sobrevivir.

### Inhumación de restos en el sitio del accidente
Las autoridades y los familiares de las víctimas decidieron enterrar los restos mortales de los fallecidos en una fosa común en el lugar del accidente. Trece cuerpos quedaron intactos, mientras que otros quince constaban solamente de restos esqueléticos. Once voluntarios del Cuerpo de Socorro Andino, el capitán Crossa de la Fuerza Aérea Uruguaya y un sacerdote chileno fueron al lugar del accidente el 18 de enero de 1973. No se permitió la asistencia de familiares. Cavaron una tumba a unos 400m a 800m del fuselaje del avión en un sitio que estimaron estaría a salvo de aludes de nieve. Construyeron un sencillo altar de piedra cerca de la tumba y le colocaron una cruz de hierro encima. La cruz fue obsequio del ferretero sanfernandino Jorge Valdivia, mide un metro y medio de alto, es de color naranja y contiene la inscripción en letras negras:

MÁS CERCA, OH DIOS, DE TI

EL MUNDO A SUS HERMANOS URUGUAYOS, 1972

Luego rociaron los restos del fuselaje con gasolina y le prendieron fuego. Solo quedó su marco carbonizado.
Ricardo Echavarren había recibido noticias por medio de un sobreviviente de que su hijo Rafael había pedido ser enterrado cerca de su casa en Uruguay. Al no poder obtener el permiso oficial para recuperar el cuerpo de su hijo, Echavarren contrató guías y montó una expedición por su cuenta. Había acordado con el sacerdote antes de enterrar a su hijo en la fosa común que marcara la bolsa que contenía sus restos para poder identificarla. Al regresar al abandonado Hotel Termas con los restos de su hijo, Echavarren fue detenido por robo de tumbas, pero el intendente local y un juez federal intervinieron para obtener su libertad. Posteriormente Echavarren fue autorizado a repatriar los restos de su hijo para inhumarlos en el Cementerio del Buceo de Montevideo.

## Cronología
| Día    | Fecha                       | Eventos y muertes | Muertos | Desaparecidos | Sobrevivientes |
| ------ | --------------------------- | --- | ------- | ------------- | -------------- |
| Día 0  | 12 de octubre (jueves)      | Despegue desde Montevideo (Uruguay) |         |               | 45             |
| Día 1  | 13 de octubre (viernes)     | Despegue desde Mendoza (Argentina), tras una parada, a las 14:18 Colisión a las 15:34 Caen del avión, desaparecidos: - Gastón Costemalle Jardi* (23, estudiante de derecho) - Jorge Alexis "Alejo" Hounié Sere* (20, estudiante de veterinaria) - Guido José Magri Gelsi* (23, estudiante de agronomía) - Teniente primero (N.D.R.) Ramón Saúl Martínez Rezende (30, navegante) - Soldado de primera (T.E.) Ovidio Joaquín Ramírez Barreto (26, auxiliar de vuelo) - Daniel Gonzalo Shaw Urioste* (25, ganadero, primo de Eduardo y Adolfo Strauch Urioste) - Carlos Alberto Valeta Vallendor (18, estudiante) Mueren en el impacto o poco después: - Eugenia Dolgay Diedug de Parrado (50, madre de Fernando Parrado) - Coronel (P.A.M.) Julio César Ferradás Benítez (39, piloto) - Esther Horta Pérez de Nicola (40, esposa del médico del equipo de rugby) - Felipe Horacio Maquirriain Ibarburu (22) - Dr. Francisco Nicola Brusco (40, médico del equipo de rugby) - Fernando Vázquez Nebel (20, estudiante de medicina) | 6       | 7             | 32             |
| Día 2  | 14 de octubre (sábado)      | Mueren durante la primera noche: - Francisco Domingo "Panchito" Abal Guerault* (21) - Graciela Obdulia Augusto Gumila de Mariani (43, invitada a boda) - Teniente coronel (P.A.M.) Dante Héctor Lagurara Guiado (41, copiloto) - Julio Martínez-Lamas Caubarrère* (24) | 10      | 7             | 28             |
| Día 9  | 21 de octubre (sábado)      | Muere: - Susana Elena Alicia Parrado Dolgay (20, hermana de Fernando Parrado) | 11      | 7             | 27             |
| Día 12 | 24 de octubre (martes)      | Se hallan los cadáveres de: - Gastón Costemalle Jardi* - Jorge Alexis "Alejo" Hounié Sere* - Guido José Magri Gelsi* - Teniente primero (N.D.R.) Ramón Saúl Martínez Rezende - Soldado de primera (T.E.) Ovidio Joaquín Ramírez Barreto | 16      | 2             | 27             |
| Día 17 | 29 de octubre (domingo)     | Un alud mata a: - Daniel Agustín Maspons Rosso* (20) - Juan Carlos Menéndez Villaseca (22) - Liliana Beatriz Navarro Petraglia de Methol (34, esposa de Javier Methol) - Gustavo Diego "Coco" Nicolich Arocena* (20, estudiante de veterinaria) - Marcelo Pérez del Castillo Ferreira* (25, capitán del equipo de rugby) - Enrique Platero Riet* (22, estudiante de agricultura) - Soldado de primera (T.E.) Carlos Roque González (24, mecánico del avión) - Diego Storm Cornah (20, estudiante de medicina) | 24      | 2             | 19             |
| Día 34 | 15 de noviembre (miércoles) | Muere: - Arturo Eduardo Nogueira Paullier* (21, estudiante de economía) | 25      | 2             | 18             |
| Día 37 | 18 de noviembre (sábado)    | Muere: - Rafael Echavarren Vázquez (22, estudiante de ganadería láctea) | 26      | 2             | 17             |
| Día 60 | 11 de diciembre (lunes)     | Muere: - Numa Turcatti Pesquera (25, estudiante de derecho) | 27      | 2             | 16             |
| Día 61 | 12 de diciembre (martes)    | Roberto Canessa, Fernando Parrado y Antonio Vizintín parten en busca de ayuda | 27      | 2             | 16             |
| Día 62 | 13 de diciembre (miércoles) | Se halla el cadáver de: - Daniel Gonzalo Shaw Urioste | 28      | 1             | 16             |
| Día 63 | 14 de diciembre (jueves)    | Se halla el cadáver de: - Carlos Alberto Valeta Vallendor | 29      |               | 16             |
| Día 64 | 15 de diciembre (viernes)   | Vizintín vuelve al fuselaje | 29      |               | 16             |
| Día 69 | 20 de diciembre (miércoles) | Canessa y Parrado se encuentran con el arriero chileno Sergio Catalán | 29      |               | 16             |
| Día 70 | 21 de diciembre (jueves)    | Canessa y Parrado son rescatados | 29      |               | 16             |
| Día 71 | 22 de diciembre (viernes)   | 6 sobrevivientes son rescatados: - Daniel Fernández Strauch - José Luis Nicolás "Coche" Inciarte Vázquez - Álvaro Mangino Schmid - Carlos Miguel "Carlitos" Páez Rodríguez - Eduardo José Strauch Urioste - José Pedro Jacinto María Algorta Durán | 29      |               | 16             |
| Día 72 | 23 de diciembre (sábado)    | 8 sobrevivientes son rescatados: - Alfredo Daniel "Pancho" Delgado Salaberri - Adolfo Luis "Fito" Strauch Urioste - Roberto Fernando Jorge "Bobby" François Álvarez - Roy Álex Harley Sánchez* - Javier Alfredo Methol Abal - Ramón Mario "Moncho" Sabella Barreiro - Antonio José "Tintín" Vizintín Brandi* - Gustavo Zerbino Stajano* | 29      |               | 16             |

## Sobrevivientes
Nota: a mayo de 2025, doce de los dieciséis sobrevivientes del accidente aéreo viven aún. Fallecieron Javier Methol (2015), José Luis Inciarte (2023), Álvaro Mangino (2025) y Daniel Fernández Strauch (2025).
| Nombre (* rugbista del Old Christians Club)     | Edad | Ocupación                                     |
| ----------------------------------------------- | ---- | --------------------------------------------- |
| José Pedro Jacinto María Algorta Durán          | 21   | estudiante de economía                        |
| Roberto Jorge Canessa Urta*                     | 19   | estudiante de medicina                        |
| Alfredo Daniel "Pancho" Delgado Salaberri       | 25   | licenciado en derecho                         |
| Daniel Fernández Strauch                        | 26   | ingeniero agrónomo                            |
| Roberto Fernando Jorge «Bobby» François Álvarez | 21   | estudiante de ingeniería agrónoma             |
| Roy Álex Harley Sánchez*                        | 20   | estudiante de ingeniería industrial           |
| José Luis Nicolás "Coche" Inciarte Vázquez      | 24   | estudiante de ingeniería agrónoma             |
| Álvaro Mangino Schmid                           | 19   | estudiante de ingeniería técnica agropecuaria |
| Javier Alfredo Methol Abal                      | 37   | empresario                                    |
| Carlos Miguel "Carlitos" Páez Rodríguez         | 19   | estudiante de ingeniería técnica agropecuaria |
| Fernando Seler "Nando" Parrado Dolgay*          | 23   | estudiante de ingeniería mecánica             |
| Ramón Mario "Moncho" Sabella Barreiro           | 21   | estudiante de ingeniería agrónoma             |
| Adolfo Luis "Fito" Strauch Urioste              | 24   | estudiante de ingeniería agrónoma             |
| Eduardo José Strauch Urioste                    | 25   | estudiante de ingeniería agrónoma             |
| Antonio José "Tintín" Vizintín Brandi*          | 19   | estudiante de derecho                         |
| Gustavo Zerbino Stajano*                        | 19   | estudiante de medicina                        |

## Legado

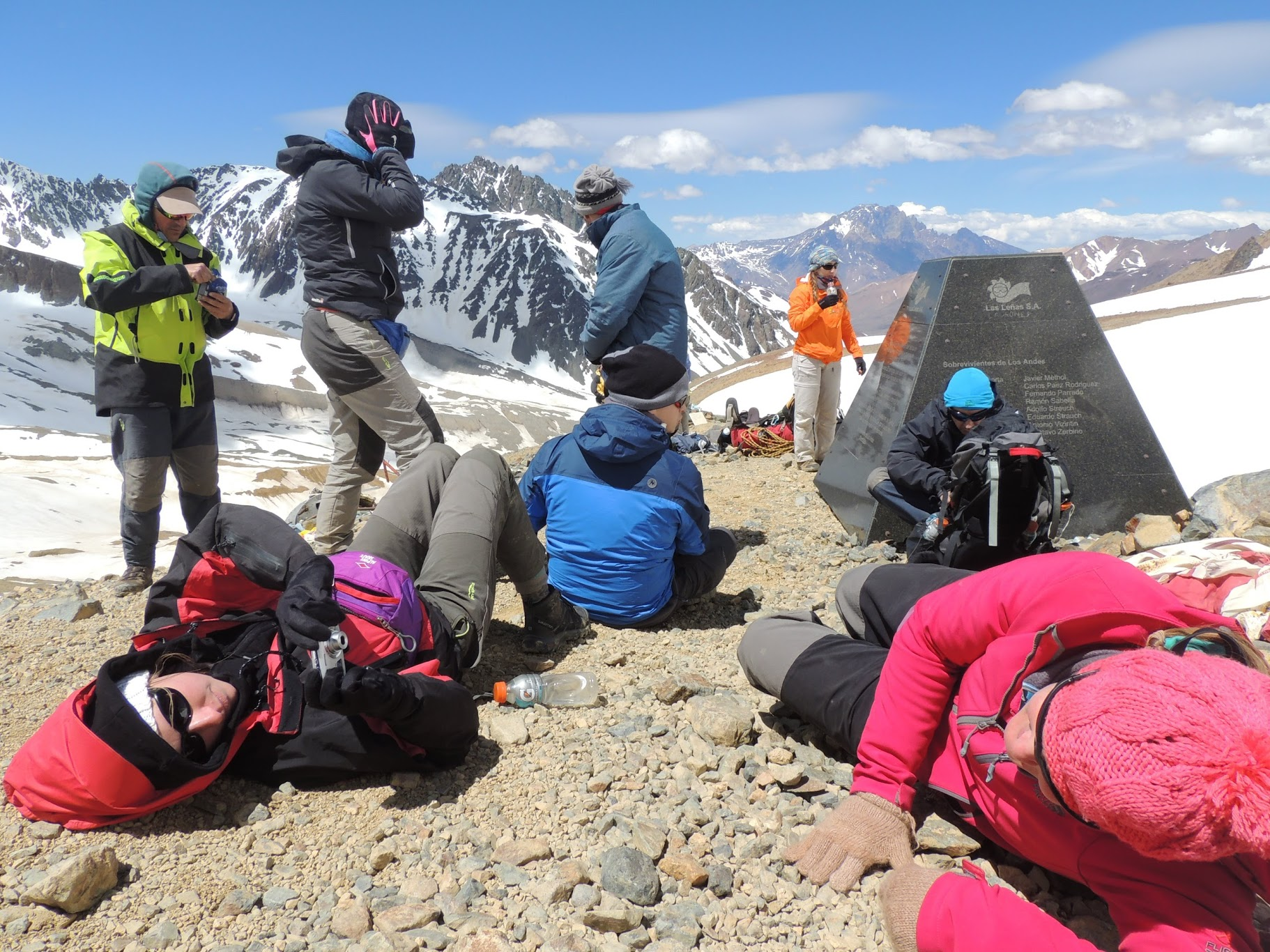
Excursionistas en el sitio del monumento a las víctimas y sobrevivientes del accidente con un obelisco de color negro instalado en 2006

La valentía de los sobrevivientes en condiciones extremadamente adversas se ha descrito como «un faro de esperanza para su generación, que muestra lo que se puede lograr con perseverancia y determinación en presencia de probabilidades insuperables, y nos ponemos a trabajar para lograr un objetivo común».
El lugar del accidente atrae a cientos de admiradores de todo el mundo que rinden homenaje a las víctimas y los sobrevivientes y tratan de comprender cómo fue que lograron sobrevivir. El viaje al lugar lleva tres días. Vehículos todo-terreno primero llevan a los visitantes desde el pueblo de El Sosneado hasta Puesto Araya, cerca del abandonado Hotel Termas el Sosneado. Los visitantes cabalgan desde allí, aunque también pueden caminar. Pasan la noche en la montaña en el campamento El Barroso. Al tercer día llegan al glaciar de Las Lágrimas y a los restos del avión.
En agosto de 1973 once madres de víctimas del accidente fundaron la Biblioteca Nuestros Hijos en Uruguay para promover la lectura y la enseñanza. En marzo de 2006, las familias de los pasajeros del vuelo construyeron un obelisco de color negro en el sitio del accidente en memoria de los que allí vivieron y murieron. Ese mismo año, los familiares de las víctimas crearon la Fundación Viven para preservar el legado del vuelo, la memoria de las víctimas y para fomentar la donación de órganos para trasplantes.
En 2007 en una entrevista en la televisión chilena, el arriero Sergio Catalán reveló que sufría de artrosis de cadera. Canessa, que entre tanto se había recibido de médico, y otros sobrevivientes recaudaron el dinero para pagarle la operación de reemplazo de cadera.

## Filmografías
A lo largo de los años, los sobrevivientes han publicado libros, han aparecido en películas y producciones televisivas y han montado un sitio oficial sobre el evento en la web.

### Libros
- Blair, Clay, Jr. (1973). Survive!.[48]

- Suanes, Héctor (1973). El milagro de los Andes. Libro basado en los acontecimientos reales pero los nombres de los sobrevivientes fueron cambiados.

- Read, Piers Paul (1974). ¡Viven!. Libro basado en una entrevista a los sobrevivientes y sus familias, fue un éxito crítico y sigue siendo una obra de no ficción muy popular. Harper publicó una reimpresión en 2005, titulada ¡Viven! Dieciséis hombres, setenta y dos días y probabilidades insuperables: la clásica aventura de la supervivencia en los Andes. Incluye una introducción revisada, así como entrevistas con Read, Coche Inciarte y Álvaro Mangino.

- Parrado, Nando; y Vince Rause (2006). Milagro en los Andes. Después de 34 años del rescate, Parrado publicó el libro, que recibió críticas positivas.

- Vierci, Pablo (2008). La sociedad de la nieve.

- Canessa, Roberto (2016). Tenía que sobrevivir: Cómo un accidente aéreo en los Andes inspiró mi vocación para salvar vidas. Libro en el que Canessa recuerda cómo el accidente aéreo lo ayudó a aprender muchas lecciones de vida sobre la supervivencia y cómo su tiempo en las montañas ayudó a renovar su motivación para convertirse en médico.[49]

- Strauch, Eduardo (2019). Desde el silencio. Cuatro décadas después de la tragedia, un andinista descubrió la billetera del sobreviviente Eduardo Strauch cerca del lugar del accidente y se la devolvió, un gesto que llevó a Strauch a finalmente "romper el silencio de las montañas".[50]

### Cine y televisión

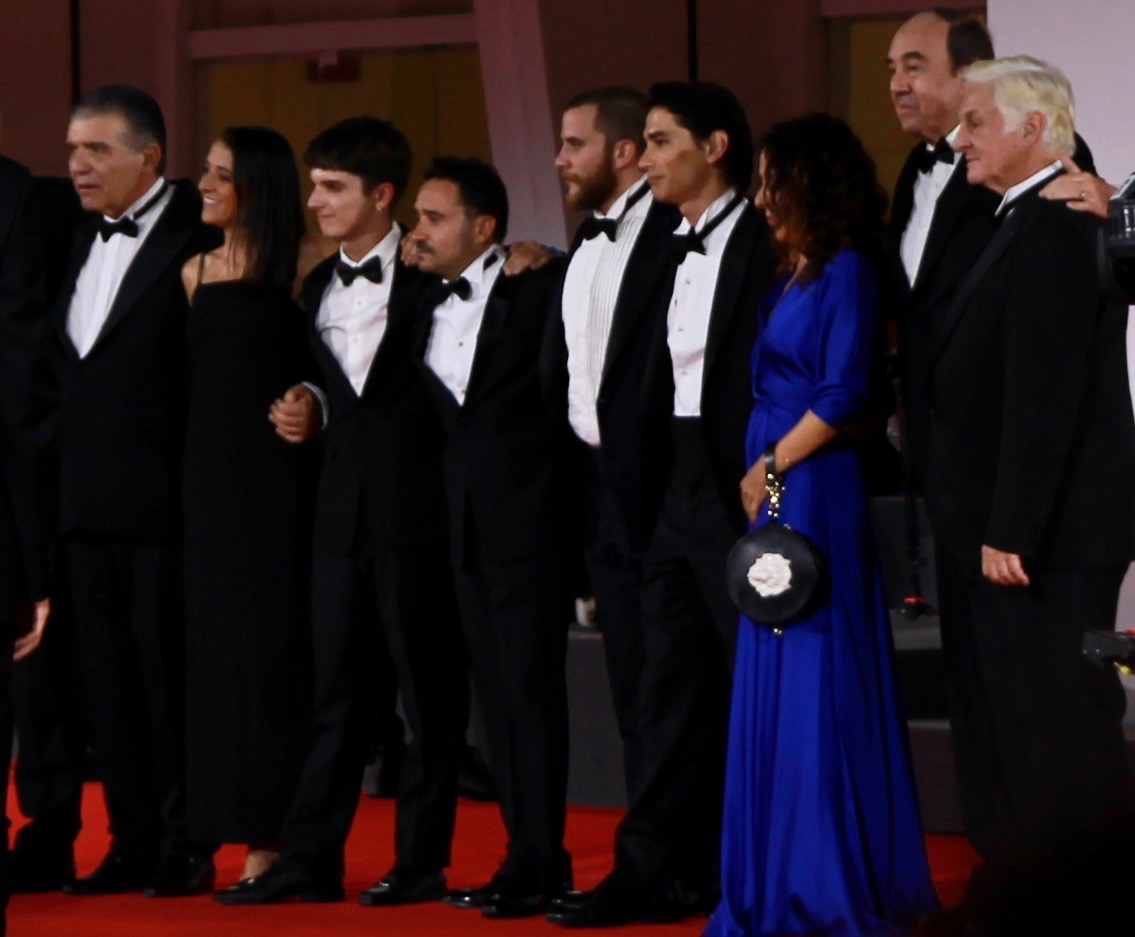
J.A. Bayona con algunos de los actores de La sociedad de la nieve junto a algunos de los sobrevivientes reales como Carlitos Páez, Nando Parrado y Roberto Canessa en el Festival Internacional de Cine de Venecia de 2023.

- Sobrevivientes de los Andes (1976), producción cinematográfica mexicana dirigida por René Cardona Jr. y basado en el libro Survive! de Blair.

- ¡Viven! (1993), largometraje dirigido por Frank Marshall, narrado por John Malkovich y protagonizado por Ethan Hawke, basado en el libro homónimo de Read. Nando Parrado se desempeñó como asesor técnico de la película.[51] Once de los sobrevivientes visitaron el set durante la producción.[52]

- Alive: 20 Years Later (1993), documental producido, dirigido y escrito por Jill Fullerton-Smith y narrado por Martin Sheen. Expone las vidas de los sobrevivientes 20 años después del accidente y relata su participación en la producción de ¡Viven!.

- La sociedad de la nieve (2007), escrito y dirigido por Gonzalo Arijón, es un documental entrelazado con escenas dramatizadas. Se entrevista a todos los sobrevivientes, junto con algunos de sus familiares y personas involucradas en la operación de rescate, y se documenta una expedición en la que los sobrevivientes regresan al lugar del accidente. La película se estrenó en 2007 en el Festival Internacional de Cine Documental de Ámsterdam, Países Bajos y recibió el premio Joris Ivens.[53] Esta película apareció en PBS Independent Lens como Stranded: The Andes Plane Crash Survivors en mayo de 2009.[54]

- "Trapped: Alive in the Andes" (7 de noviembre de 2007), episodio de la temporada 1 de la serie de televisión documental de National Geographic Trapped. La serie examina incidentes que dejaron a los sobrevivientes atrapados en su situación durante un periodo.

- I Am Alive: Surviving the Andes Plane Crash (2010), documental dirigido por Brad Osborne que se emitió por primera vez en History Channel. La película mezcló recreaciones con entrevistas con los sobrevivientes y miembros de los equipos de búsqueda originales. También fueron entrevistados Piers Paul Read, el reconocido alpinista Ed Viesturs, el experto en sobrevivientes de los Andes y alpinista Ricardo Peña, historiadores, pilotos expertos y expertos médicos en altura.
- En "El episodio de la cuba de ácido" de Rick y Morty, se parodia los acontecimientos del accidente y los posteriores esfuerzos de supervivencia. El número 571 puede verse en el lateral del avión.[55]

- En "El episodio de Fuego en el hielo" de Bones, el personaje Hodgins dice "por lo visto no actuaron como el equipo de rugby que se estrelló en Los Andes", frente a una pecera con peces muertos.

- La sociedad de la nieve (2023), largometraje español dirigido por Juan Antonio Bayona, basado en el libro homónimo de Pablo Vierci.[56][3]

### Teatro
- Sobrevivir a los Andes, obra escrita por Gabriel Guerrero y estrenada el 13 de octubre de 2017. Basada en el relato de Nando Parrado, se presentó en 2017 en el Teatro la Candela de Montevideo, Uruguay y en 2018 en el Teatro Regina en Buenos Aires, Argentina.[57][58][59]

### Música
- El LP debut de Thomas Dolby, The Golden Age of Wireless, contenía el instrumental "The Wreck of the Fairchild", basado libremente en el accidente aéreo uruguayo de 1972, en su primera edición en el Reino Unido; esto fue eliminado del primer lanzamiento en los Estados Unidos pero se restauró en el CD de edición de coleccionista remasterizado de 2009.

- Miracle in the Andes, compuesta y creada por el músico Adam Young, es una partitura musical compuesta por 10 pistas que cuentan la historia del desastre del vuelo de los Andes a través de una canción.[60]

- La banda punk GBH incluyó un recuento gráfico del accidente en su canción "Passenger on the Menu" (1982).[61]

- "The Plot Sickens", de la banda estadounidense de metalcore Ice Nine Kills, aparece en su álbum de 2015 Every Trick in the Book.[62]

- La canción "Snowcapped Andes Crash" aparece en el álbum homónimo de 2012 de Melody's Echo Chamber.

- "Viento helado" (2024) del cantautor y actor argentino Rocco Posca, quien también interpretó al sobreviviente Moncho Sabella en La sociedad de la nieve. [63]

### Museo Andes 1972
Es un museo privado creado e inaugurado el 11 de octubre de 2013 por Jörg P. A. Thomsen y está ubicado en el barrio Ciudad Vieja de Montevideo, Uruguay.
La pinacoteca está dedicada a la memoria de las 29 personas fallecidas por la tragedia de los Andes. El museo fue declarado de Interés Cultural (MEC 2013-11-0001-4024) y Turístico (MINTUR 201 301 768).

### Filatelia y numismática
- El 26 de diciembre de 1973 el correo uruguayo emitió una serie de dos sellos conmemorativos sobre la tragedia: uno de ellos contiene la leyenda "Fe y esperanza", mientras que el otro contiene la inscripción "Muerte y vida" junto a una imagen del Cristo Redentor del Paso Los Libertadores y una flor marchita junto a una floreciendo desde el mismo tallo.[66]

- El 7 de octubre de 2022, en conmemoración de los 50 años del accidente, Correo Uruguayo lanzó una emisión postal conmemorativa que recuerda la tragedia.[67] La hoja filatélica posee un valor de 45 pesos y fue diseñada por Alejandro Muntz, conteniendo imágenes del lugar de la tragedia y el rescate de los sobrevivientes.[68]

- El 18 de agosto de 2022 el Congreso de Uruguay aprobó la Ley 20064, que autoriza la emisión de 5000 monedas conmemorativas de 1000 pesos que recuerdan los 50 años de la tragedia.[69] El 11 de octubre del mismo año el Banco Central del Uruguay presentó el modelo definitivo de las monedas.[70]